# Данило (Бутурлиновский район)
Данило — хутор в Бутурлиновском районе Воронежской области. Входит в состав Пузевского сельского поселения.
Расположен на левом берегу реки Данило в 9 км к юго-востоку от Пузево и в 22 км к юго-западу от Бутурлиновки. Вблизи хутора на реке имеется пруд, по плотине которого проходит подъездная дорога от Пузево.

## Население
| 2010 |
| ---- |
| 5    |